# 賽格豪洛姆

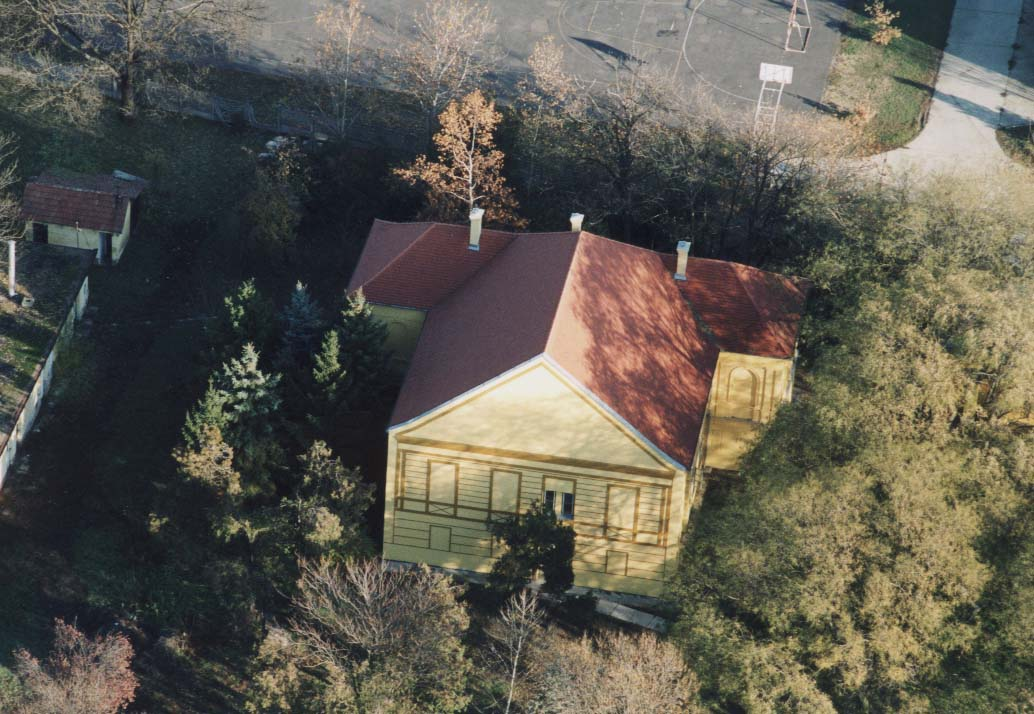

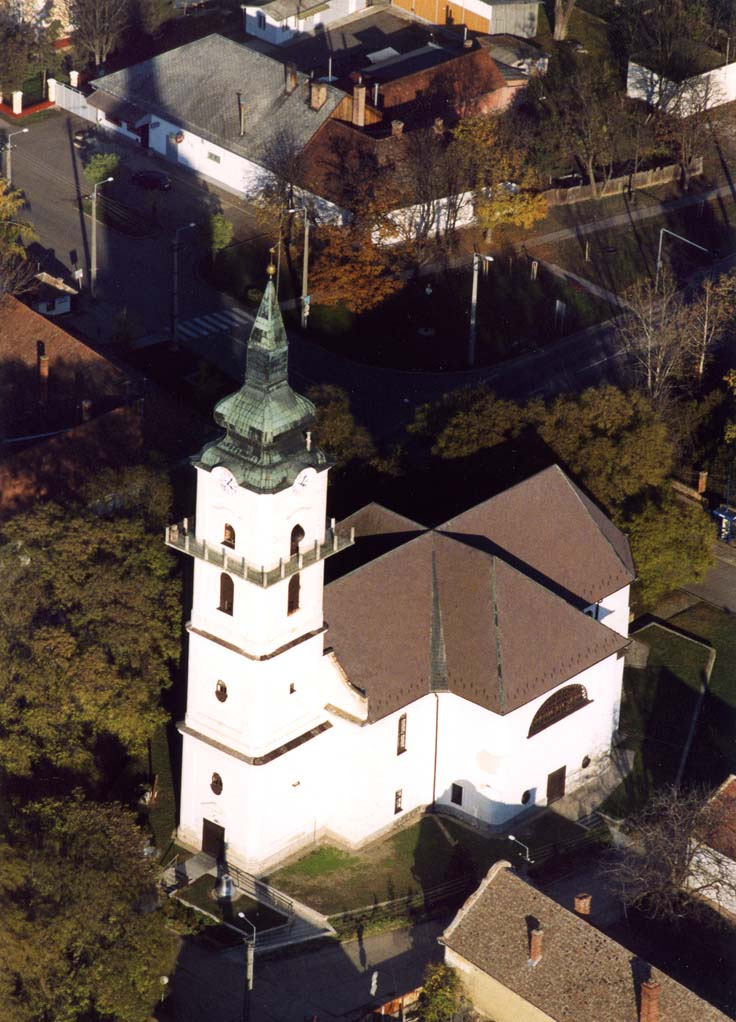

賽格豪洛姆是匈牙利的城鎮，位於該國東部巴爾克烏河右岸，由貝凱什州負責管轄，面積217.13平方公里，2011年人口9,142，其中約三成居民信奉基督教。

## 外部連結
- Aerial photographs of Szeghalom （页面存档备份，存于）

47°01′26″N 21°10′04″E / 47.0239°N 21.1678°E